# Hökhuvud
Hökhuvud är kyrkbyn i Hökhuvuds socken och en småort i Östhammars kommun. Den är belägen vid länsväg 288 och Olandsån. 
Framträdande på orten är Hökhuvuds kyrka från 1400-talet med klockstapel och prästgård, samt en gravhög som förknippas med den mytiske Torer Hök. Han ska ha levat på vikingatiden. Ortens namn sägs ha att göra med hans död. Namnet kan också tydas som "höjd där hökar hållit till". I Reutersköldska skolan har bygdens barn fått undervisning från 1902 till 2004. Sedan dess går de på skolorna i Gimo.